# Živite v radosti
Živite v radosti (Живите в радости) è un film del 1978 diretto da Leonid Millionščikov.

## Trama
Dmitrij Petrovič Prjažkin crea costantemente qualcosa. Ripara tutto, i suoi parenti hanno persino perso la pace. Quindi i compaesani non stanno buttando via nulla ora, ma semplicemente lo mettono da parte per l'inquieto Mitjaj ...